# ماساشی هامازو
ماساشی هامازو (انگلیسی: Masashi Hamauzu؛ زادهٔ ۲۰ سپتامبر ۱۹۷۱) آهنگساز، نوازنده پیانو، ترانه‌سرا، ترانه‌پرداز، و کارگردان فیلم اهل ژاپن است. وی از سال ۱۹۹۶ میلادی تاکنون مشغول فعالیت بوده‌است.